# Єлизавета Румунська
Єлизавета Румунська (рум. Elisabeta a României;  12 жовтня 1894, замок Пелеш —  14 листопада 1956, Канни) — румунська принцеса, донька короля Фердинанда I та Марії Единбурзької, дружина короля Георга II Грецького.

## Біографія

### Єлизавета як королева Греції зі своїм чоловіком Георгом
Єлизавета з'явилася на світ 12 жовтня 1894 року в румунському замку Пелеш і була старшою дочкою і другою дитиною з шістьох дітей кронпринца Румунії Фердинанда (1865—1927; пізніше став королем) і його дружини, британської принцеси із Саксен-Кобург-Готської династії Марії Единбурзької. По батькові дівчинка була онукою князя Леопольда Гогенцоллерн-Зігмарінгена та Антонії Португальської, по матері — Альфреда, герцога Единбурзького і Саксен-Кобург-Готського, і російської великої княгині Марії Олександрівни. Крім того, по матері Єлизавета була правнучкою британської правлячої королеви Вікторії, а по жіночій — російського імператора Олександра II. Дівчинка, в сім'ї відома під прізвиськами Лізабетта та Ліззі, була названа на честь тітки кронпринца Фердинанда — королеви Єлизавети.
Її виховували викладачі англійської мови та няні. Коли її батьки їздили за кордон, Єлизавета часто доглядала за молодшими братами та сестрами, що було для неї важким, але формуючим завданням. Єлизавета любила літературу і була завзятим читачем. Крім того, вона займалася вишивкою, живописом та музикою. Гра на фортепіано та спів були серед її улюблених занять.
27 лютого 1921 року в Бухаресті одружилася з князем Георгієм. Після зречення батька, короля Костянтина I, Джордж зійшов на престол 27 вересня 1922 року як Георг II, король Елліни. Перебувала на троні разом з чоловіком у період з 1922 по 1923 рік, після чого разом з ним вирушила у вигнання. Після проголошення республіки 25 березня 1924 року король Георг II залишив Грецію. Шлюб виявився нещасливим, і пара розлучилася 6 липня 1935 року. Після реставрації Георгія на троні Греції 3 листопада того ж року, Єлизавета повернулася до Румунії, де проживала до Другої світової війни, яка призвела до краху монархії на її батьківщині. Колишній чоловік помер в Афінах 1 квітня 1947 року.

### Повернення до Румунії
Єлизавета повернулася до Румунії і в березні 1935 року придбала садибу Банлок на заході Румунії, яку вона розширила в одну зі своїх головних резиденцій. Вона внесла власні уявлення про обладнання та управління фермою. У неї була ще одна резиденція — Єлизаветинський палац, у Бухаресті, велика вілла, побудована в італійському стилі, яка відкрилася 19 грудня 1937 року в присутності принцеси та її братів та сестер Карла та Марії, а також деяких міських чиновників. Королева мала численні романи, одним з яких була зв'язок з Френком Реттіганом (батьком знаменитого драматурга Теренса Ріттігана), яка призвела до його вигнання з дипломатичної служби.
Бездітний шлюб між королем Георгом II та грецькою королевою Єлизаветою розлучився 6 липня 1935 року в Бухаресті. За станом здоров'я Єлизавета поїхала до Канн на Французькій Рив'єрі, де давала уроки фортепіано. Тут вона зустріла французького художника Марка Фавра, молодшого на 30 років, якого вона офіційно усиновила в 1956 році і який залишався поруч до самої смерті. Грецька королева Єлизавета померла у Франції в листопаді 1956 р.

## Нагороди
- Георгіївська медаль 4-го ступеня (№ 247 831). Нагороджена 3 жовтня 1916 року Миколою II за відкриття в Бухарестському палаці госпіталю для поранених румун, росіян і сербів та діяльність у ньому під обстрілом цепелінів і аеропланів[6].

## Герб і монограми

Королівська монограма принцеси Єлизавети Румунської
Герб грецької королеви Єлизавети
Королівська монограма королеви Єлизавети Грецької